# 郭全强
拿督郭全强（1930年—2019年11月28日），马来西亚董总前主席，出生柔佛州昔加末。他自1970年代初开始投入华教工作，曾任居銮中华中学董事长、新纪元学院理事长、海南联会总会长等职位。
2019年11月28日与世长辞，享年90岁。

## 职业生涯
郭全强自1970年代初开始投入华教工作。1988年，他当选为柔佛州华校董教联合会第19届主席。1989年出任董总副主席，1991年出任董总署理主席，1993年出任董总第19届主席，直至2005年卸任。
除了教育工作之外，他还是居銮中华商会和居銮篮球总会会长，1983年担任居銮琼州会馆会长，1989年担任海南联合会主席。
他于1987年至2006年担任居銮中华中学董事长，期间与该校校长陈诗圣关系密切。该校的宿舍大楼、行政大楼、教学楼等都在他任内完成。
1999年，他被推举领导华团向时任首相马哈迪·莫哈末提呈“华团大选诉求”。

## 退休后
退休后，郭全强几乎离开人们的视野，鲜少出席公开活动。
2013年12月，他前往居銮中华中学前校长陈诗圣的灵堂吊唁。
2016年9月19日，郭全强出席居銮中华学校百年校庆推介礼，这也是他离世前最后一次露面。

## 逝世
2019年11月28日凌晨12时10分，郭全强逝世。11月30日早上11时出殡火化，并被安排灵车经过居銮中华中学校门。

## 个人生活
郭全强育有3男2女，孙辈皆是专业人士，毕业于国内外著名大专学府。 

## 荣誉
- 1976年：获柔佛苏丹颁赐PIS勋衔
- 2005年：林连玉精神奖[10]
- 2005年：瑞士维多利亚大学荣誉博士学位[11]
- 2006年：马来西亚华人文化协会文化奖[2]
- 2016年：荣膺国家元首封赐拿督勋衔[12]
- 2019年：大马海南联会终身成就奖[13]